# Friderik I. Barbarossa
Friderik I. Barbarossa, cesar Svetega rimskega cesarstva in nemški kralj, * okoli 1122, † 10. junij 1190, Mala Azija.

## Otroštvo in mladost
Rodil se je okoli leta 1122 švabskemu vojvodi Frideriku II. Enookemu iz hiše Hohenstaufen in Juditi Bavarski, hčeri bavarskega vojvode Henrika Črnega iz hiše Welf.
Njegovo otroštvo ni bilo veselo. Ko je bil star tri leta, je oče izgubil oko v bitki, z očesom pa je izgubil tudi možnost prevzeti prestol, ki je pripadal bratu Konradu III. Pri osmih letih mu je umrla mati, pri dvanajstih pa se je oče spet oženil in imel drugega sina.
Pri petindvajsetih letih je izgubil očeta in s tem postal novi dedni švabski vojvoda. Poročil se je z mlado Adelo Vohburško, Švabsko vojvodinjo, ki ga je med drugim tudi varala, ko se je bojeval v drugi križarski vojni.
Ko je postal nemški kralj, je pustil ženo Adelo in se poročil z Beatriko Burgundsko, ki mu je rodila 9 otrok: 6 sinov in 3 hčerke.

## Pristop do prestola
Friderik je leta 1147 nasledil očeta in skupaj s stricem Konradom III. ter francoskim kraljem Ludvikom VII. šel na križarsko vojno, ki se je zaključila z odstopom križarjev.
4. marca 1152 so v Frankfurtu izvolili novega kralja. Henrik Lev je opustil oblast nad Bavarsko, zato je kralj postal bratranec Friderik III., ki je s tem postal Friderik I. Kronan je bil v Aachnu 9. marca 1152, v starosti okrog 30 let.
Marca 1153 je sklical posvetovanje. Na njem je predlagal, da bi Cerkev in politika delovali usklajeno. Zahteval je, da bo on odločal o izvolitvi škofov. Obljubil je, da bo spoštoval Cerkev, če ga bodo kronali za cesarja.

## Nemška kneževina
Prvi problem, ki ga je moral Friderik rešiti, je bila dodelitev Bavarske bratrancu Henriku Levu. Bavarski vojvoda, Henrik Jasormigott, ki je kneževino prejel od Konrada III., je ni želel pustiti Henriku Levu. Friderik je sklical vse svoje plemiče na pogovor, toda Jasormigott se ni pojavil v Würzburgu (1152), v Wormsu in niti ne v Spiri (1153); končno so v Goslarju 3. junija 1154, še vedno brez Henrika Jasormigotta, kneževino dodelili Henriku Levu. Uradna investitura je bila v  Ratisboni oktobra 1155, po vrnitvi Henrika Leva iz pohoda v Italijo. Problem so rešili šele naslednjega leta (1156) v Ratisboni, potem ko je postala kneževina Avstrija popolnoma neodvisna od Bavarske, ter dodeljena Henriku Jasormigottu.
Istega leta je umrl palatinski vojvoda Rena in Friderik je imenoval za novega vojvoda polbrata Konrada Hohenstaufen, ki je podedoval očetova posestva v Frankoniji. Istega leta je Friderik imenoval za kölnskega nadškofa Rainalda iz Dassela.
Potem ko je Henrik Lev, bavarski in saški vojvoda, leta 1159, prenovil mesto Lübeck, s tem da mu je podelil večjo avtonomnost in je trgovce oprostil plačila dajatev, je Friderik postavil temelje, da bi Lübeck postal Svobodno cesarsko mesto brez vpliva fevdalcev, tako da bi postal eno najpomembnejših mest Hanzeatske lige.
Henrik Lev je, medtem ko se je Friderik bojeval v Italiji, začel z gradnjo učinkovite in močne države na severovzhodnem delu Nemčije. Potem ko je sklenil zavezništvo z danskim kraljem Valdemarjem I., je začel z osvajanjem slovanskih ozemelj Lužiških Srbov, na vzhodnem bregu Labe. Poleg tega, je omejil svobodo plemičev tako na Bavarskem kot na Saškem.
Proti letu 1170 so se začela trenja med Friderikom in Henrikom Levom zaradi posestev strica Gvelfa VI. v Italiji, ki jih je Friderik kupil medtem ko je bil Henrik v Sveti deželi, in zaradi odnosa med Henrikom in Manuelom I. Bizantincem, ki je pomagal Langobardom in Henriku II. Angleškem, ki je bil zaveznik papeža Aleksandra III.. Zadnje prijateljsko srečanje je potekalo v Ratisboni leta 1174. Naslednje srečanje v Chiavenni leta 1176, je bilo nemirno, saj sta po tem postala sovražnika.
Potem ko sta se leta 1177 Friderik in Aleksander III. pobotala, je halberstadtski škof Ulrik, ki je bil odstavljen 1160. zaradi zvestobe do Aleksandra III., je ponovno pridobil svoj sedež in je zahteval razveljaviti vse Henrikove odločitve. To je privedlo do boja, ki ga je dal cesar ukiniti do njegove vrnitve v Nemčijo l. 1178. Novembra, na skupščini v Spiri, sta obe stranki prikazali Frideriku tožbe.
Henrika so poklicali v Worms 13. januarja 1179, a se ni prikazal. Kot tudi ne v Magdeburgu junija, v Kainu avgusta in 13. januarja 1180 v Würzburgu, kjer je Henrik izgubil vse svoje fevde. Na Saškem so škofom vrnili vsa ozemlja, ki jim jih je Henrik odvzel. Vestfalijo so dodelili nadškofu iz Kölna, Filipu iz Heinsberga, medtem ko so Saško dodelili sinu Alberta Medveda, princu Askanov, Bernardu iz Anhalta. Na Bavarskem je Štajerska postala avtonomna kneževina in so jo podelili češkemu vojvodi, Otokarju I., medtem ko so bavarsko kneževino dodelili Otonu I. Wittelsbaškem.
Henrik se je nadaljnjo bojeval in izgubil Lübeck. Po tem se je Henrik vdal, se podložil l. 1181 v Erfurtu in ponovno dobil lastna posestva. Bil je izgnan. Henrik je odšel poleti l. 1182 in se napotil na dvor tasta Henrika II., v Anglijo in Normandijo ter se ponovno vrnil v Nemčijo l. 1185, a mu niso vrnili kneževin. Poraz Henrika je prinesel mir na severu, a je pomenil neodvisnost Danske, katere kralj ni priznal več cesarske avtoritete. Nov kralj Knut VI. je l. 1182 zavrnil poklonitev Frideriku.
Filip Heinsberški, kölnski nadškof in vestfalski vojvoda, je z naklonjenostjo škofa Urbana III. postal voditelj opozicije proti cesarju in je na svojo stran zbral precej plemičev in večino duhovščine, toda decembra l. 1186, na skupščini v Gelnhausnu, je cesar Friderik z dolgim govorom dosege4l ponovno podporo škofov in tako so bile papeževe grožnje nekoristne. Urban III. je oktobra l. 1187 umrl in Filip je izgubil podporo škofov. Marca l. 1188 se je predstavil pri cesarju v Magonzi in ta mu je oprostil.
Ko se je Friderik pripravljal za odhod na križarsko vojno, je opazil da je Henrik Lev nemiren; zato ga je avgusta l. 1188 skupaj s sinom Henrikom poklical na skupščino v Goslar, kjer ju je izgnal. Zapustila sta Nemčijo in odšla v Anglijo in Normandijo.

## Odnosi z vojvodo
Ko so izvolili Friderika I., se je vojvoda Češke, Vladislav II. pokazal kot njegov zelo velik zaveznik.
Prav zaradi tega je Friderik I. januarja 1158 okronal Vladislava II. za kralja Češke in mu dovolil nositi krono in imeti naslednike, ta pa mu je bil zvest tudi, ko je šel v Italijo. Kralj mu je nato prepustil Luzacijo.
Toda, ko je Vladislav umrl in ni bilo naslednika, so se borili za krono Friderik, Sobeslaj II. in Konrad II., vse dokler ni cesar leta 1182 poklical v Ratisbono dva, ki sta bila še živa in določil za vojvodo Češke Friderika, za markiza Moravije pa Konrada. Leta 1187 je določil, da škof Prage odgovarja samo njemu in tako odvzel vlado Prage češkemu vojvodi.

## Vojne v Italiji
Oktobra leta 1154 je Friderik z majhno vojsko odpotoval v Italijo, kjer je novembra preklical vse regalije ki so bile prisvojene od mest že v času Henrika IV.
3. decembra je umrl papež Anastazij IV., 4. decembra je bil izvoljen nov papež Hadrijan IV.
Med tem časom je Friderik uničil nekatera manjša mesta kot Galliate, Asti in Kieri. Potem je oblegal Tortono, ki je bil zaveznik Milana, ta se je predal po dveh mesecih zaradi pomanjkanja vode. Mesto je porušil, prebivalci so vsi zginili.
Ker je Friderika zanimala tudi Sicilija, se je še isto leto skušal povezati z bizantinskim cesarjem Manuelom, toda nista prišli do nobenega zaključka, ker Friderik ni sprejel moči, ki jo je imel Manuel v Italiji. Uspelo pa mu je skleniti dogovore s pomorskimi mesti: Benetke, Genova in Pisa, ker je čakal napad proti sicilskemu kralju.
Po Veliki noči, se je Friderik iz Pavie napotil v Rim, da bi bil okronan za cesarja. Blizu Siene je srečal kardinale, ki so ga prosili naj po papeškem naročilu ulovi Arnalda, to je seveda tudi storil in Arnald je bil obsojen na smrt. Friderik je srečal papeža v bližini Sutre, toda ker papežu ni bilo všeč kako so ga sprejeli, so ponovili srečanje ob jezeru Nepu. Nato so se napotili proti Rimu in pred vrati srečali poslanike senata in rimskega ljudstva, ki so od Friderika zahtevali neko prisego in davek, kar pa ta ni sprejel. 18. junija leta 1155 je papež Hadrijan IV. proti volji senatorjev okronal Friderika, zato so ti napadli nemške čete. Friderik in bratranec Henrik sta jih po enodnevni bitki premagala. Po krvavi bitki sta se papež in cesar premaknila v Tuskulum, kjer je papež prosil Friderika, naj se bojuje proti sicilskemu kralju. Tega cesar ni mogel storiti, ker se nekateri baroni s tem niso strinjali. Toda Friderik je papežu obljubil, da se bo vrnil in zavzel Rim in Sicilijo. Ko se je vračal je oropal mesto Spoleto, ki se mu je upiralo. Tudi v Anconi in Veroni se je spopadel in končno se je vrnil v Nemčijo.
Da bi si papež zagotovil varstvo, se je povezal z Normani. Papež jih je ocenil kot močne zaveznike, zato je dodelil Guglielmu I. Siciljskem oblast nad celim južnim delom Italije, skupaj s Capuo in Neapljem. Toda s tem dogovorom cesar ni strinjal, zato je med njim in papežem prišlo do velikih nasprotij, tudi zaradi tega, ker se je Friderik vmešaval v volitev novih germanskih škofov.
Velik spopad med njima je prišel leta 1157 v Besançonu, ker sta si različno razlagala pojma o cesarskem cesaropapizmu in papeški teokraciji. Prvi pojem pravi, da ima cesar najvišjo moč, celo večjo od papeške, drugi pojem pa je utemeljen v papeški buli Dictatus papae, ki je nastala z Gregorijansko reformo in pravi, da ima papež najvišjo moč.
Za nekaj časa se je stanje umirilo, ker je nemška duhovščina podprla cesarja.
Junija leta 1158, ko si je mesto Milano opomoglo in je tudi začela graditi Tortono, se je Friderik odločil, da bo spet šel v Italijo. Zato je poslal Rainalda in Otona v poizvedovanje in nato s kraljem Češke, Vladislavom II., s številnimi četami vstopil v Italijo. Podložil si je Brescio, oblegal je Milano in ga prisilil sprejeti imperialno nomino svojih konzulov. Novembra istega leta je bil sklican drugi zbor v Ronkaliji, tu so se zbrali najpomembnejši strokovnjaki bolonjske univerze in pomagali Frideriku izpopolniti določbe zapisane v dekretu Constitutio de regalibus. V njem so določili: izvolitev vojvod, grofov in markizov, imenovanje konzulov v občinah, pobiranje davkov in delo vsakega prebivalca. Vse te pravice je Friderik bil pripravljen darovati občinam, samo če bi vsako leto oddali davek in bi priznali, da ima cesar najvišjo moč.
Prav zaradi tega je Friderik  izdal Constitutio de pacis in z njo prepovedal legije v mestih in vojne med temi. Po vseh občinah je poslal vazale, da bi si zagotovil mir.
Niso pa bila vsa mesta zadovoljna s temi pravicami, zato se je Milano tudi uprl in zavzel mesto Trezzo, nato sta se uprli tudi Brescia in Crema. Friderik pa je hitro poklical pomoč, Henrik Lev in stric Gvelf IV. sta mu hitro priskočila na pomoč, pomagala je tudi cesarica Beatrika Bolonjska. Marca leta 1159 je cesar vstopil v Como, kjer mu je škof Ardicon simbolično izročil ključe mesta, julija pa je oblegal mesto Crema, ki se je po sedmih mesecih vdalo in je bilo že popolnoma porušeno.
Medtem je hotel papež Hadrijan IV. izobčiti cesarja, toda papež je 1. septembra umrl, ne da bi uspel podpisati dekret o izobčenju. In tako so 7. septembra kardinali izvolili papeža Rolanda Bandinellija, poznanega pod imenom Aleksander III., ki je nadaljeval s Hadrijanovo politiko in je podpiral občine. V manjšem številu so kardinali izvolili kardinala Ottavia di Montecelia, ki si je nadel ime Viktor IV. (protipapež), in je bil velik prijatelj s cesarjem Friderikom.
Friderik je februarja leta 1160 sklical koncil v Pavii, toda papež ni prišel. Tako so škofje prisotni na koncilu izvolili protipapeža Viktorja IV., ki je izobčil Aleksandra III., Aleksander pa je izobčil Viktorja IV. in cesarja Friderika.
Milano ni hotel sprejeti cesarskih navodil in vojna se je širila po vsej Lombardiji. Leta 1161 je Friderik dobil pomoč iz Nemčije in Madžarske in tako je lahko začel obleganje mesta. Prebivalci so zdržali eno leto, marca leta 1162 se je Milano vdal in tako se je začelo uničevanje mesta, prebivalci pa so zbežali. V vojni so bili uničeni tudi obzidje Brescie in Piacenze, ki sta morali sprejeti cesarske uradnike. Tako se je Friderik Barbarossa povzpel na vrh svoje moči in se vrnil v Nemčijo.
Papež Aleksander III. se je zavedal, da ima vedno večji vpliv in moč, toda ker ni imel sredstev, se je zatekel v Francijo, kjer se je dogovoril s francoskim kraljem Ludvikom VII., da bi se (Ludvik) dobil s cesarjem Friderikom na mostu čez reko Saono, na meji med Francijo in Burgundijo, kjer bi se lahko dogovorili za veljavnost imenovanja. Aleksander III. ni bil prisoten.
Novembra leta 1163 se je Friderik znova vrnil v Italijo z majhno vojsko, ker so se Verona, Padova in Vicenza uprli, a cesar upora ni mogel zaustaviti, ker ni imel dovolj močne vojske. Medtem je kölnski nadškof Rainaldo di Dassel organiziral vojaški pohod proti Normanom v Sicilskem kraljestvu, toda ker je potreboval podporo Pise in Genove (ti dve sta hoteli imeti Sardinijo) mu pohoda ni uspelo izpeljati.
Friderik je zbolel, zato se je vrnil v domovino, tako tretji pohod v Italijo ni prinesel nobenega uspeha.
Aprila leta 1164 je umrl protipapež Viktor IV. in Friderik se je odločil skleniti mir z Aleksandrom III. To mu ni uspelo, ker si je nadškof Rainaldo di Dassel izvolil drugega protipapeža, Pashala III. In tako Aleksander III. ni dobil podpore evropskih kraljev in se je 1165 vrnil v Rim.

## Zahteve nad Italijo
Na skupščini v Kostanci marca 1153 so sodelovali tudi ambasadorji iz občin Como, Lodi in Pavia. Prišli so prosit za pomoč proti Milanu, ki je, potem ko je porušil Lodi in je zmagal desetletno vojno proti Comu, omejeval razvoj ostalih mest.
Friderik je to izkoristil, da se je vmešal v politiko Italije: sledil je idealu univerzalnega cesarstva. Kontrola nad občinami na severu in nad kraljevino Sicilijo, je bila bistvena za ta cilj. Zaradi tega je razporedil trden nadzor nad teritoriji cesarske krone, s tem da je uporabil ministeriale, ki so bili uradniki iz ponižnih družin in katerim je zaupal.
Po skupščini v Kostanci, so  bili pogoji za odhod v Italijo popolni: tega so si želele fevdalne družine da bi omejile občinsko premoč, majhne občine ki so se združile proti Milanu, sam papež Anastazij IV., ki si je želel ukrep Friderika proti občini Rim, v kateri se je od leta 1143 ustanovil režim, ki ga je vodil Arnald iz Brescie.

## Četrti pohod v Italijo in Lombardska zveza
Cesarjeva odsotnost je Lombardiji olajšala združitev za skupen upor. Do uporov je prišlo v mestih in v Bologni so ubili cesarjevega načelnika. Friderik je moral ponovno osvojiti Italijo, zbral je močno vojsko in tako se je oktobra 1166 četrtič odpravil v Italijo. V Lombardiji se je novembra zavedel, da bo podvig težji kot v preteklosti. V mestih ni imel velike podpore in zato je preložil pohod na Sicilijo. Čeprav se je želel napotiti proti Rimu, je moral ostati nekaj časa v Lombardiji, kjer se je moral bojevati. Nato se je preko Bologne odpravil proti Anconi, kjer je naletel na močan upor. 24. julija 1167 je končno prišel do Rima, ki ga je ostro napadel tako, da je moral papež Aleksander III. zbežati skupaj z nekaj zvestimi kardinali v Benevento. Friderik je postal gospodar v Rimu in je bil drugič imenovan za cesarja od protipapeža Pashala. Ko je pripravljal napad na Sicilijo, se je med vojaki razširila malarija, zaradi katere so umrli tudi poveljnik Rainald, cesarjev nečak Friderik IV. in toskanski vojvoda Gvelf VII. Tako se je Friderik vrnil v Pavio, ki mu je skupaj s Comom ostala zvesta. Nato pa se je spet vrnil v Nemčijo.
Medtem sta v Italiji nastali dve novi zvezi: veronska (Verona, Treviso in Benetke) in cremonska (Cremona, Crema, Brescia, Bergamo, Mantova in Milano).
Decembra sta se ti dve zvezi združili v Lombardsko zvezo. Takoj so se ti zvezi pridružile še Parma, Piacenza in Lodi. Tudi papež Aleksander III. je podprl ustanovo. Zveza je postajala čedalje močnejša, saj sta jo podprla tudi Sicilsko kraljestvo in Bizantinsko cesarstvo. V čast papeža pa je ustanovila tudi novo mesto Alessandria.

## Bitka pri Legnanu in zaton cesarstva
Ko se je Friderik vrnil v Nemčijo, se je posvetil nemškim problemom. Aprila 1169 je imenoval za kralja sina Henrika. Kupil je tudi posestva na Švabskem in v Toskani.
Medtem je poslal v Rim bambergškega škofa Eberarda, da bi se poskusil opravičiti papežu Aleksandru III., vendar papež tega ni sprejel. Leta 1174 je še petič odšel v Italijo, kjer je hitro zavzel Suso, Asti, Acqui, Pavio in Como. 7 mesecev je oblegal Alessandrio, a neuspešno.
Kasneje je želel zavzeti še Ancono, ki je bila zaveznica Bizantinskega cesarstva. Barbarossa se je dogovoril z Benetkami tako, da so njegove čete napadale Ancono s kopnega, medtem ko so beneške ladje zasedle pristanišče. Toda zadeva ni bila enostavna in tako so se morale Friderikove čete po 6 mesecih umakniti iz mesta ob prihodu pomoči iz Ferrare in Bertinora.
Spomladi 1175 se je Barbarossa odpravil proti vojski lombardske lige z namenom, da bi se dogovorili za mir. To pa se ni zgodilo in tako so se znova začeli krvavi boji, ki pa niso bili odločilni v teku celega leta. Naslednje leto se je Friderik srečal s Henrikom Levom in drugimi fevdalci, da bi se mu pridružile nove čete za nadaljevanje pohoda v Italiji. Friderik pa se je pozneje zavedel, da jih ni prišlo toliko kot si jih je želel in da manjka njegov bratranec Henrik. Ko se je spet napotil proti jugu, ga je vojska lombardske lige hudo porazila v Legnanu 29. maja 1176.
Medtem ko se je Friderik skušal rešiti po diplomatski poti, se je nemška vojska zatekla v Pavio. Barbarossa se je začel pogajati s papežem, s katerim je sklenil, da bo odstavil protipapeža, vrnil rimski komuni njene darove in ozemlja, medtem ko mu je Aleksander III. zagotovil svoje posredništvo s komunami, ki pa so to zavrnile, ker jim ni ugajala sprememba v papeževem obnašanju.

## Konstanški mir
Prišlo je do novega poskusa mirovnega posredovanja, ki se je odvijal v Benetkah julija leta 1177, kjer so se srečali papež, cesar, Viljem Dobri in predstavniki občin. 23. julija je bil potrjen mir s papežem po ananškem konkordatu, bil je določen 15-letni mir s kraljem Sicilije in 6-letni z občinami. Friderik je ostal v Italiji do konca leta; nato se je leta 1178 vrnil v Nemčijo, kjer je dokončno rešil spore s fevdalci, posebno z bratrancem, Henrikom Gvelfiškim, ki je bil obtožen, da ni vojaško pomagal cesarju.
V Italiji se mu je dobro godilo, saj je mir trajal in najvažnejši zavezniki občin so bili mrtvi. Dokončen mir je bil dogovorjen v Piacenzi in podpisan v Konstanci 25. junija 1183: s tem konkordatom je Friderik priznal obstoj Lige ter podelil upravna, politična in sodna dovoljenja; priznal je tudi od prebivalstva izvoljene konzule. Občine pa so morale una tantum plačati 15.000 in vsako leto 2.000 srebrnih mark. Brž ko je cesar prišel v Italijo so mu podelili oblast, da bi razrešil trenja med eno in drugo občino. Tako se je odpovedal absolutni oblasti, da bi občine imele večjo avtonomijo.
Leta 1186 sta se njegov sin Henrik VI. Nemški in Kostanca iz Altovilla (ta je bila zadnja dedinja normanske dinastije) poročila, tako da je Friderik lahko anektiral južno Italijo cesarstvu.

## Tretja križarska vojna
Po padcu Jeruzalema leta 1187, je nov papež Gregor VIII. pripravil novo križarsko vojno. Privlačna je bila tudi zaradi veličanskega plena, ki bi ga križarji dosegli; to je bila tretja križarska vojna. Friderika so povišali v križarja 27. marca 1188 v Mainzu; vedel je, da je bila druga križarska vojna slabo organizirana, zato je sam poskrbel, da bi se bolje pripravili. Friderik je pustil za sabo sina Henrika VI., ki bi vladal cesarstvu, ter se maja leta 1189 napotil iz Regensburga, na Bavarskem, s sprevodom 20.000 vitezov.
Friderik je prihrumel skozi Madžarsko ter se tam tudi prvič ustavil, skozi Balkan ter se postopoma bližal Konstantinoplu (sodobni Carigrad). Po poti je s svojimi četami izvršil številne antisemitske pogrome, saj so bili takrat (tudi pozneje) Judje zelo spretni trgovci (velik del bogastva je bil v lasti Judov) in si tako pridobil finančne pripomočke za nadaljevanje poti. Ko je dospel do Konstantinopla je vprašal za dovoljenje Izaka II., da bi se napotil proti Anatoliji. Izak se ga je zbal in zaprl Friderikove poslance. Po dolgem sporu, zaradi katerega je moral tudi Henrik VI. priskočiti na pomoč z ladjami, se je februarja leta 1190 dogovoril z Izakom ter podpisal pogodbo v Edirnu,s katero so lahko prekoračili morsko ožino Helespont (sodobne Dardanele) ter prispeli do Male Azije, od koder so se napotili proti Kilikiji, kjer je junija leta 1190, pri reki Salef (danes turško Gőksu), Friderik umrl.
Obstajajo najrazličnejše teorije o tej smrti, a najbolj priljubljena je ta, da je zaradi toplote in težkega oklepa doživel srčno kap.

## Legende
O Frideriku govori veliko legend. Ena od teh, ki so jo širili Germani, je, da se skriva in se bo spet prišel bojevat s sovražniki, še močnejši.
Mitološki prizor njegove smrti pravi, da je imel kopje usode. Mit pravi, da kdor je imel to kopje, je bil nepremagljiv, vendar, če mu je to kopje šlo iz rok, je kmalu za tem umrl. Pravijo, da mu je kopje padlo iz rok, ko je gledal neko reko.
Druga verzija je podobna slovenskemu liku kralja Matjaža. Ta pravi, da je Friderik v neki jami na hribu Kyffhäuser in ko bodo vrane nehale leteti okrog njega, bo spet prišel ven in Nemčija bo spet močna kot včasih. Legenda pravi, da se bo to zgodilo, ko mu bo rdeča brada zrasla in ovila trikrat okoli mize. Legende so nastale za nečaka Friderika, vendar sta o njem pisala kasneje Brata Grimm.